# ستيفن والدمان
ستيفن والدمان (بالإنجليزية: Steven Waldman)‏ هو شخصية أعمال أمريكي، ولد في 10 نوفمبر 1962.